# Evelina Sašenko
Evelina Sašenko (polonais Ewelina Saszenko), est une chanteuse polono-lituanienne de jazz, née le 26 juillet 1987 à Rūdiškės.
Elle représenta la Lituanie au Concours Eurovision de la chanson 2011 à Düsseldorf, avec la chanson C'est ma vie, lors de la première demi-finale. elle a participé sous son nom polonais, Ewelina Saszenko, et a terminé à la 19e place lors de la finale à Düsseldorf, en Allemagne.